# Família Hígia

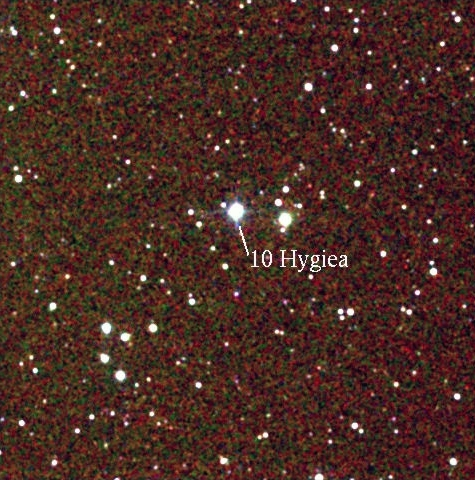
O asteroide 10 Hígia, o maior asteroide da família Hígia.

A família Hígia é uma família de asteroides escuros, que é constituída por asteroides de carbono do tipo C e tipo B localizados no exterior do cinturão principal, o maior membro é 10 Hígia. Cerca de 1% de todos os asteroides conhecidos do cinturão principal pertencem a esta família.

## Características
Esta família parece ser o resultado de um impacto sobre Hígia. No entanto, dois corpos com mais de 70 km de diâmetro aparecem surpreendentemente grande para ter sido criado por um impacto que teria perturbado profundamente o corpo-mãe (em comparação, por exemplo, com a família Vesta, que não contém membro superior há cerca de 10 km de diâmetro). Apesar de ter um tipo espectral semelhante ao de Hígia, eles podem ter uma origem diferente, uma vez que os asteroides carbonáceos escuros dominam o cinturão principal exterior.

## Intrusos
Esta família contém um número bastante grande de intrusos identificados. Os asteroides a seguir foram identificados em uma pesquisa espectral (Mothé-Diniz, 2001), e também pela verificação do PDS asteroid taxonomy data set para ser membros dos tipos S e D: 100 Hécate, 108 Hecuba, 1109 Tata, 1209 Pumma e 1599 Giomus.
De fato, alguns dos outros asteroides do tipo espectral C são, provavelmente, intrusos, bem como, devido à prevalência deste tipo espectral na região. Possíveis candidatos incluem 333 Badenia e 538 Friederike, com base no seu tamanho invulgarmente grande para ser membros da família.
52 Europa, um grande asteroide com 300 km de diâmetro orbita próximo com uma inclinação adequada de 6,37°, e às vezes era considerado parte da família Hígia no passado, mas é um asteroide não relacionado. A melhor amostragem de asteroides na área nos últimos anos mostrou claramente que ele orbita muito além do agrupamento da família Hígia.